# جيمس إيردل
جيمس إيردل (بالإنجليزية: James Iredell Jr.)‏ (و. 1788 – 1853 م) هو سياسي، ومحام من الولايات المتحدة الأمريكية ولد في مقاطعة تشاوان (كارولاينا الشمالية).
تولى منصب عضو مجلس الشيوخ الأمريكي .وهو عضو في الحزب الديمقراطي الأمريكي .

## التعليم
تعلم في جامعة برنستون.